# Puchar Świata w saneczkarstwie (tory naturalne) 2024/2025
Sezon 2024/2025 Pucharu Świata w saneczkarstwie na torach naturalnych – 33. sezon Pucharu Świata w saneczkarstwie na torach naturalnych. Rozpoczął się 20 grudnia 2024 roku w austriackim Obdach-Winterleiten, a ostatnie zawody z tego cyklu zostały rozegrane 23 lutego 2025 roku na torze we włoskim Deutschnofen. Rozegranych zostało siedem zawodów w pięciu miejscowościach.
Podczas sezonu 2024/2025 odbyła się jedna ważna impreza w randze seniorów. To Mistrzostwa Świata w saneczkarstwie na torach naturalnych, które zostały rozegrane na torze w Kühtai w Austrii w dniach 17-19 stycznia 2025 roku.
W klasyfikacji kobiet zwyciężyła po raz dziewiąty w karierze reprezentantka Włoch Evelin Lanthaler, a wśród mężczyzn po raz pierwszy jej rodak Florian Clara. W dwójkach najlepsi byli po raz pierwszy Austriacy Maximilian Pichler i Nico Edlinger.
Po sezonie zakończenie sportowej kariery zapowiedziało szereg czołowych zawodników: Włoszka Evelin Lanthaler (58 zwycięstw w zawodach Pucharu świata, 9 zwycięstw w klasyfikacji generalnej), Włoch Patrick Pigneter (54 zwycięstwa w zawodach Pucharu świata w konkurencji jedynek, 12 zwycięstw w klasyfikacji generalnej w konkurencji jedynek, 68 zwycięstw w zawodach Pucharu świata w konkurencji dwójek, 13 zwycięstw w klasyfikacji generalnej w konkurencji dwójek), Włoch Florian Clara (jedno zwycięstwo w klasyfikacji generalnej w konkurencji jedynek, 68 zwycięstw w zawodach Pucharu świata w konkurencji dwójek, 13 zwycięstw w klasyfikacji generalnej w konkurencji dwójek), Austriak Michael Scheikl (jedno zwycięstwo w klasyfikacji generalnej w konkurencji jedynek), Austriaczka Tina Unterberger, Austriak Florian Markt.

## Kalendarz zawodów Pucharu Świata
| Lp. | Data                | Miejscowość         | Konkurencja                            | 1. miejsce                                  | 2. miejsce                                  | 3. miejsce                                  | Źródło                                 |
| --- | ------------------- | ------------------- | -------------------------------------- | ------------------------------------------- | ------------------------------------------- | ------------------------------------------- | -------------------------------------- |
| 1.  | 20-21 grudnia 2024  | Obdach-Winterleiten | Jedynki kobiet                         | Evelin Lanthaler                            | Daniela Mittermair                          | Nadine Staffler                             | [ 3 ]                                  |
| 1.  | 20-21 grudnia 2024  | Obdach-Winterleiten | Jedynki mężczyzn                       | Michael Scheikl                             | Alex Oberhofer                              | Fabian Brunner                              | [ 4 ]                                  |
| 1.  | 20-21 grudnia 2024  | Obdach-Winterleiten | Dwójki                                 | Austria Maximilian Pichler · Nico Edlinger  | Włochy Tobias Paur · Andreas Hofer          | Włochy Matthias Lambacher · Peter Lambacher | [ 5 ]                                  |
| 2.  | 22 grudnia 2024     | Obdach-Winterleiten | Jedynki kobiet                         | Evelin Lanthaler                            | Tina Unterberger                            | Tina Stuffer                                | [ 6 ]                                  |
| 2.  | 22 grudnia 2024     | Obdach-Winterleiten | Jedynki mężczyzn                       | Michael Scheikl                             | Alex Oberhofer                              | Florian Clara                               | [ 7 ]                                  |
| 2.  | 22 grudnia 2024     | Obdach-Winterleiten | Dwójki                                 | Austria Maximilian Pichler · Nico Edlinger  | Włochy Tobias Paur · Andreas Hofer          | Włochy Matthias Lambacher · Peter Lambacher | [ 8 ]                                  |
| 3.  | 5–6 stycznia 2025   | Laas                | Jedynki kobiet                         | Evelin Lanthaler                            | Daniela Mittermair                          | Nadine Staffler                             | [ 9 ]                                  |
| 3.  | 5–6 stycznia 2025   | Laas                | Jedynki mężczyzn                       | Florian Clara                               | Daniel Gruber                               | Michael Scheikl                             | [ 10 ]                                 |
| 3.  | 5–6 stycznia 2025   | Laas                | Dwójki                                 | Austria Maximilian Pichler · Nico Edlinger  | Włochy Matthias Lambacher · Peter Lambacher | Włochy Tobias Paur · Andreas Hofer          | [ 11 ]                                 |
| MŚ  |                     | Kühtai              | 17–19 stycznia 2025 Mistrzostwa Świata | 17–19 stycznia 2025 Mistrzostwa Świata      | 17–19 stycznia 2025 Mistrzostwa Świata      | 17–19 stycznia 2025 Mistrzostwa Świata      | 17–19 stycznia 2025 Mistrzostwa Świata |
| 4.  | 25-26 stycznia 2025 | Mariazell           | Jedynki kobiet                         | Evelin Lanthaler                            | Jenny Castiglioni                           | Tina Unterberger                            | [ 12 ]                                 |
| 4.  | 25-26 stycznia 2025 | Mariazell           | Jedynki mężczyzn                       | Florian Clara                               | Patrick Pigneter                            | Fabian Achenrainer                          | [ 13 ]                                 |
| 4.  | 25-26 stycznia 2025 | Mariazell           | Dwójki                                 | Włochy Matthias Lambacher · Peter Lambacher | Austria Maximilian Pichler · Nico Edlinger  | Włochy Tobias Paur · Andreas Hofer          | [ 14 ]                                 |
| 5.  | 7–9 lutego 2025     | Umhausen            | Jedynki kobiet                         | Evelin Lanthaler                            | Tina Unterberger                            | Nadine Staffler                             | [ 15 ]                                 |
| 5.  | 7–9 lutego 2025     | Umhausen            | Jedynki kobiet - eliminator            | Evelin Lanthaler                            | Daniela Mittermair                          | Lisa Walch                                  | [ 16 ]                                 |
| 5.  | 7–9 lutego 2025     | Umhausen            | Jedynki mężczyzn                       | Florian Clara                               | Michael Scheikl                             | Patrick Pigneter                            | [ 17 ]                                 |
| 5.  | 7–9 lutego 2025     | Umhausen            | Jedynki mężczyzn - eliminator          | Stefan Federer                              | Michael Scheikl                             | Fabian Achenrainer                          | [ 18 ]                                 |
| 5.  | 7–9 lutego 2025     | Umhausen            | Dwójki                                 | Włochy Matthias Lambacher · Peter Lambacher | Włochy Tobias Paur · Andreas Hofer          | Austria Maximilian Pichler · Nico Edlinger  | [ 19 ]                                 |
| 5.  | 7–9 lutego 2025     | Umhausen            | Dwójki - eliminator                    | Włochy Tobias Paur · Andreas Hofer          | Austria Maximilian Pichler · Nico Edlinger  | Włochy Matthias Lambacher · Peter Lambacher | [ 20 ]                                 |
| 6.  | 22-23 lutego 2025   | Deutschnofen        | Jedynki kobiet                         | Evelin Lanthaler                            | Daniela Mittermair                          | Tina Unterberger                            | [ 21 ]                                 |
| 6.  | 22-23 lutego 2025   | Deutschnofen        | Jedynki mężczyzn                       | Florian Clara                               | Fabian Brunner                              | Patrick Pigneter                            | [ 22 ]                                 |
| 6.  | 22-23 lutego 2025   | Deutschnofen        | Dwójki                                 | Włochy Matthias Lambacher · Peter Lambacher | Austria Maximilian Pichler · Nico Edlinger  | Włochy Tobias Paur · Andreas Hofer          | [ 23 ]                                 |

## Klasyfikacje

### Jedynki kobiet
| Miejsce | Zawodniczka        | Reprezentacja | OBD | OBD | LAA | MAR | UMH | UMH | DEU | Punkty |
| ------- | ------------------ | ------------- | --- | --- | --- | --- | --- | --- | --- | ------ |
| 1.      | Evelin Lanthaler   | Włochy        | 1.  | 1.  | 1.  | 1.  | 1.  | 1.  | 1.  | 700    |
| 2.      | Tina Unterberger   | Austria       | 4.  | 2.  | 6.  | 3.  | 2.  | 4.  | 3.  | 480    |
| 3.      | Daniela Mittermair | Włochy        | 2.  | 5.  | 2.  | 12. | 7.  | 2.  | 2.  | 455    |
| 4.      | Riccarda Rütz      | Austria       | 6.  | 4.  | 4.  | 4.  | 4.  | 6.  | 5.  | 395    |
| 5.      | Nadine Staffler    | Włochy        | 3.  | 20. | 3.  | 5.  | 3.  | 5.  | 4.  | 394    |
| 6.      | Lisa Walch         | Niemcy        | 7.  | 6.  | 7.  | 7.  | 5.  | 3.  | 7.  | 359    |
|         |                    |               |     |     |     |     |     |     |     |        |
| 19.     | Maja Poda          | Polska        | 14. | 13. | -   | -   | -   | -   | -   | 58     |

### Jedynki mężczyzn
| Miejsce | Zawodnik            | Reprezentacja | OBD | OBD | LAA | MAR | UMH | UMH | DEU | Punkty |
| ------- | ------------------- | ------------- | --- | --- | --- | --- | --- | --- | --- | ------ |
| 1.      | Florian Clara       | Włochy        | 4.  | 3.  | 1.  | 1.  | 1.  | 4.  | 1.  | 590    |
| 2.      | Michael Scheikl     | Austria       | 1.  | 1.  | 3.  | 5.  | 2.  | 2.  | 4.  | 555    |
| 3.      | Stefan Federer      | Szwajcaria    | 7.  | 8.  | 4.  | 6.  | 4.  | 1.  | 6.  | 408    |
| 4.      | Fabian Brunner      | Włochy        | 3.  | 4.  | 27. | 4.  | 5.  | 7.  | 2.  | 390    |
| 5.      | Alex Oberhofer      | Włochy        | 2.  | 2.  | 7.  | 7.  | 6.  | 6.  | 22. | 376    |
| 6.      | Fabian Achenrainer  | Austria       | 8.  | 7.  | 8.  | 3.  | 7.  | 3.  | 7.  | 362    |
| 7.      | Patrick Pigneter    | Włochy        | 25. | 27. | 6.  | 2.  | 3.  | 5.  | 3.  | 360    |
|         |                     |               |     |     |     |     |     |     |     |        |
| 34.     | Nikolas Dawidowski  | Polska        | 23. | 32. | -   | -   | -   | -   | -   | 27     |
| 37.     | Konrad Płonka       | Polska        | 38. | 23. | -   | -   | -   | -   | -   | 21     |
| 38.     | Wojciech Kwieciński | Polska        | 39. | 24. | -   | -   | -   | -   | -   | 19     |
| 39.     | Patryk Hudy         | Polska        | 31. | 33. | -   | -   | -   | -   | -   | 18     |

### Dwójki
| Miejsce | Zawodnicy                                | Reprezentacja | OBD | OBD | LAA | MAR | UMH | UMH | DEU | Punkty |
| ------- | ---------------------------------------- | ------------- | --- | --- | --- | --- | --- | --- | --- | ------ |
| 1.      | Maximilian Pichler Nico Edlinger         | Austria       | 1.  | 1.  | 1.  | 2.  | 3.  | 2.  | 2.  | 625    |
| 2.      | Matthias Lambacher Peter Lambacher       | Włochy        | 3.  | 3.  | 2.  | 1.  | 1.  | 3.  | 1.  | 595    |
| 3.      | Tobias Paur Andreas Hofer                | Włochy        | 2.  | 2.  | 3.  | 3.  | 2.  | 1.  | 3.  | 565    |
| 4.      | Gabriel Halcin Samuel Halcin             | Słowacja      | 7.  | 6.  | 4.  | 4.  | 4.  | 4.  | 4.  | 396    |
| 5.      | Peter Neupauer Dominik Neupauer          | Słowacja      | 6.  | 4.  | 5.  | 5.  | 5.  | 5.  | 5.  | 385    |
| 6.      | Viorel Andrei Deac Cornel Alexandru Coca | Rumunia       | 4.  | 5.  | -   | -   | -   | -   | -   | 115    |
|         |                                          |               |     |     |     |     |     |     |     |        |
| 9.      | Wojciech Kwieciński Patryk Hudy          | Polska        | 9.  | 9.  | -   | -   | -   | -   | -   | 78     |
| 10.     | Konrad Płonka Nikolas Dawidowski         | Polska        | 10. | 10. | -   | -   | -   | -   | -   | 72     |

### Puchar narodów
| Miejsce | Reprezentacja     | Punkty |
| ------- | ----------------- | ------ |
| 1.      | Włochy            | 5418   |
| 2.      | Austria           | 3813   |
| 3.      | Słowacja          | 1584   |
| 4.      | Szwajcaria        | 753    |
| 5.      | Niemcy            | 722    |
| 6.      | Stany Zjednoczone | 624    |
| 7.      | Słowenia          | 564    |
| 8.      | Czechy            | 392    |
| 9.      | Rumunia           | 296    |
| 10.     | Polska            | 293    |